# Актас (Єсільський район)
Акта́с (каз. Ақтас) — село у складі Єсільського району Північноказахстанської області Казахстану. Входить до складу Булацького сільського округу.
Населення — 170 осіб (2021; 323 у 2009, 443 у 1999, 487 у 1989).
Національний склад станом на 1989 рік:
- казахи — 100 %.